# Megalomyrmex symmetochus
Megalomyrmex symmetochus är en myrart som beskrevs av Wheeler 1925. Megalomyrmex symmetochus ingår i släktet Megalomyrmex och familjen myror. IUCN kategoriserar arten globalt som sårbar. Inga underarter finns listade i Catalogue of Life.

## Bildgalleri